# Espectroscòpia infraroja per transformada de Fourier

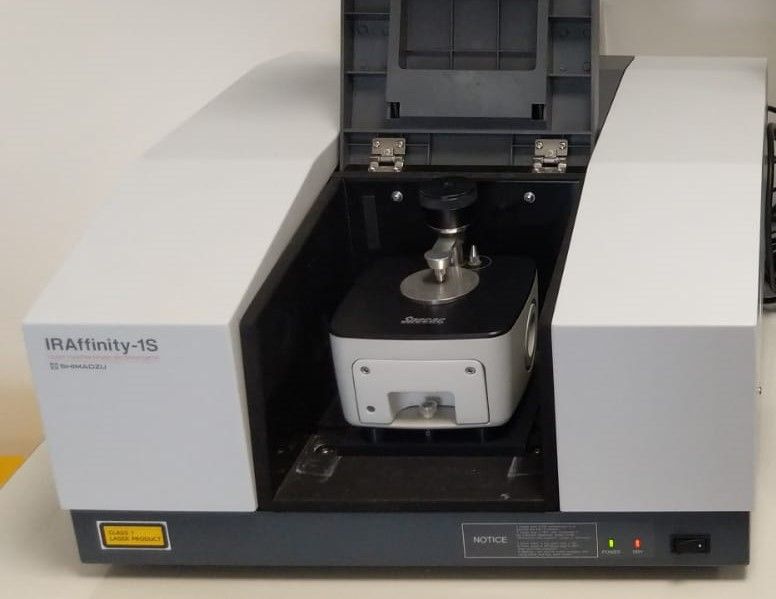
Un exemple d'un espectròmetre FTIR amb un adjunt de reflectància total atenuada (ATR).

L'espectroscòpia infraroja per transformada de Fourier (amb acrònim anglès FTIR) és una tècnica utilitzada per obtenir un espectre infraroig d'absorció o emissió d'un sòlid, líquid o gas. Un espectròmetre FTIR recull simultàniament dades espectrals d'alta resolució en un ampli rang espectral. Això confereix un avantatge significatiu respecte a un espectròmetre dispersiu, que mesura la intensitat en un rang estret de longituds d'ona alhora.

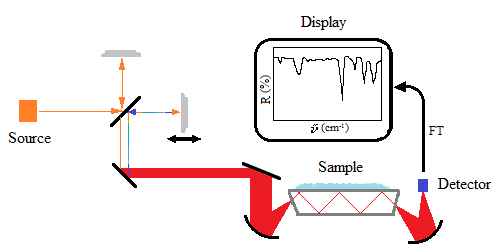
Configuració FTIR. La mostra es col·loca just davant del detector.

El terme espectroscòpia infraroja de transformada de Fourier prové del fet que cal una transformada de Fourier (un procés matemàtic) per convertir les dades en brut en l'espectre real.
L'objectiu de les tècniques d'espectroscòpia d'absorció (FTIR, espectroscòpia ultraviolada-visible ("UV-vis"), etc.) és mesurar quanta llum absorbeix una mostra a cada longitud d'ona. La manera més senzilla de fer-ho, la tècnica d'"espectroscòpia dispersiva", és fer brillar un feix de llum monocromàtic a una mostra, mesurar la quantitat de llum que s'absorbeix i repetir per a cada longitud d'ona diferent. (Així és com funcionen alguns espectròmetres UV-vis, per exemple).
L'espectroscòpia de transformada de Fourier és una manera menys intuïtiva d'obtenir la mateixa informació. En lloc d'enlluernar un feix de llum monocromàtic (un feix format per una sola longitud d'ona) a la mostra, aquesta tècnica fa brillar un feix que conté moltes freqüències de llum alhora i mesura quant d'aquest feix és absorbit per la mostra. A continuació, el feix es modifica per contenir una combinació diferent de freqüències, donant un segon punt de dades. Aquest procés es repeteix ràpidament moltes vegades en un curt període. Després, un ordinador agafa totes aquestes dades i treballa cap enrere per inferir quina és l'absorció a cada longitud d'ona.
El feix descrit anteriorment es genera començant amb una font de llum de banda ampla, una que conté l'espectre complet de longituds d'ona que s'han de mesurar. La llum brilla en un interferòmetre de Michelson, una determinada configuració de miralls, un dels quals es mou amb un motor. A mesura que aquest mirall es mou, cada longitud d'ona de llum del feix és bloquejada, transmesa, bloquejada, transmesa periòdicament per l'interferòmetre, a causa de la interferència de les ones. Les diferents longituds d'ona es modulen a diferents velocitats, de manera que en cada moment o posició del mirall el feix que surt de l'interferòmetre té un espectre diferent.
Com s'ha esmentat, cal un processament informàtic per convertir les dades en brut (absorció de llum per a cada posició del mirall) en el resultat desitjat (absorció de llum per a cada longitud d'ona). El processament requerit resulta ser un algorisme comú anomenat transformada de Fourier. La transformada de Fourier converteix un domini (en aquest cas el desplaçament del mirall en cm) en el seu domini invers (nombres d'ona en cm−1). Les dades en brut s'anomenen "interferograma".